# 澶州
澶州，唐朝时设置的州。

## 歷史沿革
武德四年（621年）分黎州之澶水和魏州之顿丘、观城等县置。贞观元年（627年）废。大历七年（672年）以魏州之顿丘、临黄两县复置，治所在顿丘县（今河南省清丰县西南固城镇）。辖境相当今河南省清丰、范县及山东省莘县部分地区。
五代後晋天福三年（938年），州及顿丘县俱移治德胜北城（今河南省濮阳县城）。四年移濮阳县于德胜南城（今濮阳县城南）。两城隔河相对。此后，州或治南城，或治北城。州城临黄河，五代、北宋时造舟为梁，跨于河上，为南北交通咽喉。
后汉乾和八年（950年），郭威在此被军士拥立为帝，后建立后周，史称澶州兵变。
宋朝景德元年十二月（1005年），辽、宋会盟于此，因澶州亦名澶渊郡，史称澶渊之盟。熙宁六年（1073年）废顿丘县（北城）。十年因水患，州与濮阳县均移，治北城。崇宁五年（1106年）升为开德府。金朝初年，复名澶州。皇统四年（1144年）改为开州。

## 澶州刺史
- 李庭弼（大历年间）
- 田季和（796年）
- 李归仙（820年）
- 田群（长庆初年）
- 乐少寂（大中年间）
- 乐彦祯（882年—883年）
- 罗铎（唐僖宗、昭宗时）